# Бренч Воррен
Вільям Бренч Воррен — професійний культурист IFBB, переможець і призер багатьох міжнародних змагань.

## Біографія
Воррен народився 28 лютого 1975 року в місті Тайлер, Техас. Вперше Воррен виступив в 1992 році — він виграв юнацький турнір AAU Teenage Mr. America. Потім були змагання NPC Teenage Nationals, в яких він також здобуває перемогу. Перший турнір в професійному бодібілдингу IFBB — Ніч Чемпіонів 2004, де він зайняв 8 місце. На першій своїй Олімпії в 2005 Бренч також зайняв 8-е місце. На першому Арнольд Класік в 2006 році атлет посів 2 місце.

## Особисте життя
Зараз Воррен живе в Келлері, Техас. Чемпіон одружений (з культуристкою), вони з дружиною — власники вантажної компанії, яка займається перевезеннями по всьому світу. Також у Бренч є свій тренажерний зал в Техасі. Спортсмен добре спілкується з Брайаном Добсоном, власником Metro Flex gym. Ще Воррен є організатором конкурсу The Branch Warren Classic (https://web.archive.org/web/20180130061305/http://www.npctexas.org/) під егідою NPC з 2007 року.
Бренч — володар одного з найкращих байків світу, спортсмен створив образ «крутого байкера», чим привернув до себе безліч фанатів. Особлива гордість цього спортсмена — його фантастичні ноги, які деякі фахівці вважають найкращими в історії бодібілдингу.

## Антропометричні дані
- Зріст — 169 см
- Вага під час змагань — 114 кг; в міжсезоння до 125 кг
- Біцепс — 53 см
- Стегно — 78 см
- Талія — 80 см

## Досягнення
- Арнольд Класік — 1 місце (2011, 2012), 2 місце (2006), 3 місце (2009), 4 місце (2008), 7 місце (2007),
- Містер Олімпія — 2 місце (2009) 8 місце (2005), 12 місце (2006)
- Колорадо Про — 7 місце (2007)
- Кейстоун Про — 4 місце (2007)
- Нью-Йорк Про — 1 місце (2007)
- Гран Прі Австралія — 5 місце (2006)
- Сан-Франциско Про — 2 місце (2006)
- Європа Супершоу — 1 місце (2005)
- Шоу Сили Про — 4 місце (2004)
- Ніч Чемпіонів — 8 місце (2004)
- Нашіоналс — 1 місце в категорії *Важка Вага* (2008)
- Чемпіонат США — 3 місце в категорії *Важка вага* (2000)
- Джуніор Нашіоналс — 4 місце в категорії *Важка вага* (2000)